# Edgar Fonseca
Fonseca  Alarcón est un nom espagnol. Le premier nom de famille, en général paternel, est Fonseca ; le second, en général maternel, souvent omis, est Alarcón.
Carlos Edgar Fonseca Alarcón (né le 6 mars 1981 à Paipa) est un coureur cycliste colombien.

## Palmarès sur route
- 2008
  - 5e étape du Tour de Colombie[1]
- 2011
  - 4e étape du Tour du Venezuela[2]
- 2012
  - 2e étape du Clásico RCN

## Palmarès sur piste

### Championnats de Colombie
- Cali 2012
  -  Médaillé de bronze de la course à l'américaine des XIX Juegos Deportivos Nacionales (avec Jeyson Ulloa)[3].
- Medellín 2013
  -  Champion de Colombie de la course aux points[4].
  -  Médaillé de bronze de la poursuite individuelle[4].
  -  Médaillé de bronze de la course à l'américaine (avec Yeison Chaparro)[5].
- Medellín 2014
  -  Champion de Colombie de la course aux points[6].
  -  Vice-champion de Colombie de la course à l'américaine (avec Yeison Chaparro)[7].

## Classements mondiaux
| Année            | 2008 | 2009 | 2010 | 2011 |
| ---------------- | ---- | ---- | ---- | ---- |
| UCI America Tour | 232e |      |      | 300e |